# Göteborgaren
Göteborgaren var ett expresståg med Littera X5 som Statens Järnvägar (SJ) införde 1948. Tåget gick mellan Stockholm och Göteborg och bestod av ett speciellt elektriskt s.k. motorvagnståg av hög klass. Detta tåg gick också fortare än andra tåg i Sverige under denna tid, närmare bestämt 130 km/h. De tog drygt 4 timmar på sträckan (åtminstone efter det banan blivit helt dubbelspårig 1958).
Göteborgaren blev med tiden så populär att motorvagnstågets kapacitet inte räckte till. Göteborgaren och dess tvilling Stockholmaren kom istället att utföras av loktåg. Dragkraft var de då snabbaste fordonen på svenska spår; Rapid eller Ra-loken.
Göteborgaren fortsatte in på 70-talet, dragen av Rc-lok. Restid 3tim 58 min, utan några stopp längs vägen.